# Südflundern
Die Südflundern (Achiropsettidae (griech. a = ohne, eiros = Hand, psetta = Steinbutt)) sind eine Familie der Plattfische. Sie leben im Südpolarmeer, sowie bei den Falklandinseln, an der Küste Patagoniens, bei den Kerguelen, den Crozetinseln und Campbell Island.

## Merkmale
Ihr Körper ist sehr stark seitlich abgeplattet, beide Augen befinden sich auf der linken Seite. Rücken- und Afterflosse sind von der Schwanzflosse getrennt. Die Südflundern haben keine Flossenstacheln. Die Brustflossen sind bei Jungfischen höchstens noch rudimentär vorhanden, ausgewachsenen Fischen fehlen sie. Das Seitenlinienorgan ist auf beiden Körperseiten gut entwickelt und gerade. Südflundern werden zwischen elf und 57 Zentimeter lang.

## Gattungen und Arten
- Achiropsetta Norman, 1930
  - Achiropsetta tricholepis Norman, 1930
- Mancopsetta  Gill, 1881
  - Mancopsetta maculata (Günther, 1880)
- Neoachiropsetta  Kotlyar, 1978
  - Neoachiropsetta milfordi (Penrith, 1965)
- Pseudomancopsetta  Evseenko, 1984
  - Pseudomancopsetta andriashevi Evseenko, 1984

## Systematik
Die Familie Achiropsettidae wurde erst 1990 durch den südafrikanischen Ichthyologen Phillip C. Heemstra aufgestellt. In der neuesten Revision der Knochenfischsystematik durch Ricardo Betancur-R und Kollegen wurden sie mit der Familie Rhombosoleidae synonymisiert, da die Rhombosoleidae sonst kein monophyletisches Taxon sind.